# معهد دراسة الحرب
معهد دراسة الحرب (بالإنجليزية: Institute for the Study of War)‏ واختصاراً (ISW) هو مركز أبحاث مقره الولايات المتحدة تأسس في عام 2007 من قبل كيمبرلي كاغان، ويقدم البحث والتحليل فيما يتعلق بقضايا الدفاع والشؤون الخارجية.أنتج المعهد تقارير عن الحرب السورية، والحرب في أفغانستان، وحرب العراق، يركز على العمليات العسكرية، وتهديدات العدو، والاتجاهات السياسية في مناطق الصراع المتنوعة. ينشر حاليًا تقارير يومية عن الحرب الروسية الأوكرانية 2022.
أُسسّ المعهد ردًا على ركود حربي العراق وأفغانستان ومُوّل بشكل أساسي من قِبل مجموعة من مقاولي الدفاع. وفقاً لبيانه المنشور على موقعه الإلكتروني فإنّه يهدف إلى توفير «تحليل فوري ومستقل عن الحكومة ومفتوح المصدر للعمليات العسكرية الجارية وهجمات المتمردين». ويعمل حالياً كمنظمة غير ربحية مدعومة بمساهمات من مقاولي الدفاع بما في ذلك جنرال ديناميكس ودينكورب وسابقاً رايثيون تيكنولوجيز الواقع مقرها في واشنطن.

## روابط خارجية
- الموقع الرسمي